# Арагона
 Тази статия е за града в Сицилия.  За автомната област в Испания вижте Арагон.  За други значения на същата дума вижте Арагон (пояснение).
Араго̀на (на италиански: Aragona, на сицилиански Raona, Раона) е град и община в Южна Италия, провинция Агридженто, автономен регион и остров Сицилия. Разположен е на 400 m надморска височина. Населението на общината е 9493 души (към 2011 г.).